# Stadio Korakuen
Il Korakuen Stadium, in giapponese Kōrakuen Kyūjō (後楽園球場?), fu uno stadio polifunzionale situato a Tokyo, in Giappone, nel quartiere speciale Bunkyō.

## Storia
Lo stadio venne aperto l'11 settembre 1937 e fu inizialmente utilizzato per le partite interne dei Tokyo Senators e degli Korakuen Eagles, entrambi militanti nella Japanese Baseball League (JBL). Nel 1938 divenne l'impianto di casa dei Tokyo Giants (oggi noti come Yomiuri Giants), i quali disputarono qui le loro partite casalinghe fino a quando si spostarono al nuovissimo ed adiacente Tokyo Dome a partire dal 1988. Tra il 1964 e il 1987 ospitò le partite dei Nippon-Ham Fighters, anch'essi trasferitisi al Tokyo Dome. I Daiei Stars giocarono al Korakuen Stadium dal 1946 al 1956, poi l'anno seguente la squadra si fuse con i Takahashi Unions dando origine ai Daiei Unions, che rimasero qui fino alla stagione 1962 quando traslocarono al Tokyo Stadium. Nell'anno 1948, i Chunichi Dragons utilizzarono lo stadio. Inoltre, dal 1950 al 1963 il Korakuen Stadium fu casa dei Kokutetsu Swallows, oggi Tokyo Yakult Swallows, prima del loro passaggio al Meiji Jingu Stadium, mentre dal 1950 al 1962 fu l'impianto casalingo dei Mainichi Orions.
Per quanto riguarda il football americano, il 16 agosto 1976 il Korakuen Stadium divenne sede della prima partita NFL disputata fuori dai confini nordamericani, anche se si trattava di un incontro di precampionato. In quell'occasione, i St. Louis Cardinals batterono i San Diego Chargers con il punteggio di 20-10 davanti a circa 38 000 persone.
È stato inoltre il primo stadio in Giappone ad essere utilizzato per i concerti. Qui si esibirono, tra gli altri: Simon & Garfunkel, Free, Madonna, Michael Jackson, Duran Duran, Stevie Wonder e Lionel Richie.
Lo stadio chiuse ufficialmente l'8 novembre 1987, e la sua demolizione iniziò già il giorno seguente, per terminare nel febbraio 1988. L'area del campo che veniva occupata dal ruolo dell'esterno centro è ora occupata da un grattacielo, il Tokyo Dome Hotel. Sulla restante parte dell'impianto che fu, oggi sorge una piazza che include gli ingressi del Tokyo Dome.